# Трифон (грамматик)
Трифон (греч. Τρύφων, gen.: Τρύφωνος) (60 г. до н. э. — 10 г. до н. э.) — греческий грамматик, жил и работал в Александрии, был современником Дидима Халкентера.
Трифон написал несколько работ о языке и грамматике, из которых сохранились лишь несколько фрагментов. Среди них упоминаются трактаты о видах слов, диалектах, акцентах, произношении, орфографии, и, собственно, грамматике (Τέχνη Γραμματική, Tékhne grammatiké), а также словарь. Две сохранившиеся работы, написанные под его именем, — О Ритмах и О Тропах, могут как принадлежать так и не принадлежать его авторству. Имел ученика по имени Аброн.